# Zainal Abidin Alting
Sultano Zainal Abidin Alting (Tidore, 5 agosto 1912 – Ambon, 4 luglio 1967) fu il 26º sultano di Tidore nelle isole Molucche, regnando dal 1947 al 1967.
Fu anche nominato governatore dell'Irian Barat (West Papua) nel 1956-1962 prima dell'effettiva inclusione dell'Irian Barat in Indonesia, al servizio delle rivendicazioni indonesiane ufficiali contro il dominio coloniale olandese.